# Heinz Schattner
Heinz Schattner (Danzica, 20 giugno 1912 – Monaco di Baviera, 2 febbraio 1954) è stato un sollevatore tedesco che gareggiò nella categoria dei pesi massimi, per tre volte consecutive campione europeo.

## Carriera
Figlio di un mastro falegname, in gioventù giocava a calcio prima di dedicarsi al sollevamento pesi all'età di 16 anni. Trasferitosi a Berlino, dal 1934 gareggiò nei campionati nazionali tedeschi nella categoria dei pesi massimi, dove si classificò quarto nel 1934 e nel 1935, terzo nel 1936, 1938 e 1943, e secondo nel 1937, 1939, 1940 e 1941, instaurando una rivalità con il campione olimpico Josef Manger. Nel 1936 si trasferì a Monaco di Baviera e militò nella squadra del TSV 1860. L'anno seguente conquistò la medaglia di bronzo ai campionati mondiali di Parigi.
Fu soldato durante la seconda guerra mondiale e rimase gravemente ferito nel 1943. Dal 1945 al 1949, con la moglie e il figlio formò una compagnia di artisti apparendo in spettacoli di varietà. Fu solo quando nel 1950 si ristabilì a Monaco di Baviera come uomo d'affari che poté trascorrere altri quattro anni di successo come sollevatore di pesi, vincendo per quattro volte i campionati nazionali tedeschi dal 1950 al 1953 e per tre volte consecutive i campionati europei nel 1951, 1952 e 1953. Partecipò inoltre ai Giochi olimpici di Helsinki nel 1952, che valevano anche come campionati europei, piazzandosi al quarto posto.
Morì improvvisamente dopo un'operazione chirurgica, all'età di 41 anni.